# Higijena zemljišta
Higijena zemljišta je deo komunalne higijene koji proučava međupovezanost čoveka i zemljišta. Zemljište predstavlja površinski sloj Zemljine kore. On je složen biohemijski kompleks organskih i neorganskih jedinjenja nastao delovanjem geoloških, hemijskih i bioloških faktora. Površinsko zemljište je ogromna laboratorija u kojoj se neprekidno odvijaju najrazličitiji procesi raspadanja materijala.Formiranje zemljišta je geobiološki proces i počinje sa pojavom živih organizama. Na njega utiču mikroorganizmi, klima i reljef.

## Značaj zemljišta
Postoje tri značaja zemljišta: 
- Klimatski
- Higijensko-sanitarni
- Epidemiološki.

### Klimatski značaj zemljišta
Klimatski značaj zemljišta je njegovo upijanje i odbijanje Sunčevih zraka i pretvaranje u toplotnu energiju koja zagreva ili hladi vazduh okoline.Kada je temperatura zemljišta viša od temperature okolnog vazduha, onda ono zračenjem(radijacijom) i strujanjem(konvekcijom) zagreva vazduh okoline. Proces je obrnut kada je temperatura zemljišta niža od temperature okolnog vazduha.
Kamenito,porozno i rastresito zemljište sa većim sadržajem vazduha(pesak) se brzo zagreva danju i zračenjem primljenu toplotnu energiju brzo vraća u okolinu noću.Zemljište sa velikim sadržajem vode(treset) se sporo i malo zagreva, a mnogo toplote gubi na isparavanje te snižava temperaturu vazduha okoline. Mrka zemljišta(humus) se sporije i jače zagrevaju od svetlijih(pesak).Ogolelo zemljište je toplije leti i hladnije zimi od zemljišta prekrivenog vegetacijom.

### Higijensko-sanitarni značaj zemljišta
Higijensko-sanitarni značaj zemljišta je u njegovoj sposobnosti da uklanja organske materije koje u njega dospevaju.Od higijenskog sanitarnog značaja su: 
- Topografski uslovi zemljišta
- Sklop terena
- Mehanička struktura
- Fizička svojstva
- Hemijski sastav

### Epidemiološki značaj zemljišta
Epidemiološki značaj zemljišta je u prisustvu zagađujućih supstancija(pesticidi,toksični metali itd.), mikroorganizama(bakterije,paraziti) i prisustvo ili odsustvo neophodnih hemijskih elemenata(jod,fluor,selen,bakar,mangan,gvožđe itd.)

## Karakteristike zdravog i nezdravog zemljišta
Zdravo je zemljište u koje lako prodire vazduh i voda , a podzemne vode su ispod 2metra. Kamenita,šljunkovita i peskovita zemljišta su zdrava zemljišta.
Nezdravo je zemljište vlažno,u blizini niskih i plavnih obala reka , ono koje je služilo za ukopavanje smeća , leševa i drugih organskih materija pre isteka vremena potrebnog za mineralizaciju.

## Literatura
- Novica V. Vučić, Vojislav Marić (1992):Higijena zemljišta